# Ne izlazi sunce zbog tebe
Ne izlazi sunce zbog tebe är Suzana Jovanovićs åttonde studioalbum, som släpptes via Grand Production år 2002.

## Låtlista
1. Ne izlazi sunce zbog tebe (Solen kommer inte ut för dig)
2. Plavuša (Blondin)
3. Sokole (Falkar)
4. Prosjak (Tiggare)
5. Kako da te vratim (Hur returnerar jag?)
6. Kada nema nas (När det inte finns hos oss)
7. Vidi se iz aviona (Det kan ses från planet)
8. Pusti me da verujem (Låt mig tänka)